# Cubaris miser
Cubaris miser är en kräftdjursart som först beskrevs av Gustav Budde-Lund 1904.  Cubaris miser ingår i släktet Cubaris och familjen Armadillidae. Inga underarter finns listade i Catalogue of Life.